# Сільво
Сільво́ (рос. Сильво) — присілок у складі Шарканського району Удмуртії, Росія.

## Населення
Населення — 94 особи (2010; 106 у 2002).
Національний склад станом на 2002:
- удмурти — 98 %

## Урбаноніми[3]
- вулиці — Джерельна, Зарічна, Клубна